# 長崎県道131号雲仙神代線
長崎県道131号雲仙神代線（ながさきけんどう131ごう うんぜんこうじろせん）は、長崎県雲仙市を通る一般県道である。

## 概要
雲仙市国見町土黒庚から雲仙市国見町神代戊（ぼ）に至る。

### 路線データ
- 起点：長崎県雲仙市国見町土黒庚（国道389号交点）
- 終点：長崎県雲仙市国見町神代戊（神代交差点、国道251号交点）
- 総延長：11.1 km

## 路線状況

### 道路施設

#### 橋梁
- 松田橋（西田川、雲仙市）

## 地理

### 通過する自治体
- 雲仙市

### 交差する道路
| 交差する道路                          | 交差する場所       | 交差する場所      |
| ------------------------------------- | ------------------ | ----------------- |
| 国道389号                             | 国見町土黒庚       | 起点              |
| 長崎県道210号平石千々石線             | 国見町土黒庚       |                   |
| 長崎県道58号愛野島原線                | 瑞穂町西郷丁       |                   |
| 島原半島広域農道 / 雲仙グリーンロード | 国見町神代戊（ぼ） |                   |
| 国道251号                             | 国見町神代戊       | 神代交差点 / 終点 |

### 交差する鉄道
- 島原鉄道線

### 沿線
- 百花亭
- 南高ガスセンター
- みずほの森キャンプ場